# Данане
Данане́ (фр. Danané) — город на западе Кот-д’Ивуара, на территории области Монтань.

## Географическое положение
Город находится в юго-западной части области, к западу от города Ман, вблизи границ с Либерией и Гвинеей. Абсолютная высота — 309 метров над уровнем моря.

## Население
По данным на 2013 год численность населения составляет 63 242 человека.
Динамика численности населения города по годам:
| 1975   | 1988   | 2013   |
| ------ | ------ | ------ |
| 19 608 | 30 506 | 63 242 |